# Каширгова, Кураца Измаиловна
Кураца Измаиловна Каширгова (3 января 1899, село Кошероково, Кабарда — 1974, Нальчик) — кабардинская советская гармонистка и хореограф, народная артистка РСФСР.

## Биография
Кураца Измаиловна Каширгова родилась 3 января 1899 года в селе Кошероково Кабарды (ныне Кенже, Кабардино-Балкария) в семье крестьянина. В 9 лет начала играть на гармошке.
В 1929 году после записи танцевальных мелодий на радиостанции в Нальчике стала известной и начала работать солисткой на радио. В ноябре 1931 года участвовала в I областной национальной олимпиаде самодеятельного и профессионального искусства горских народов в Нальчике, была награждена грамотой. В декабре 1931 года представляла Кабардино-Балкарскую область на Первой краевой олимпиады искусств горских народностей Северного Кавказа в Ростове-на-Дону. После успеха на олимпиадах переехала в Нальчик и стала участницей вновь создаваемого Кабардино-Балкарского ансамбля песни и пляски (сейчас Государственный академический ансамбль танца «Кабардинка»). С 1933 года солистка, много гастролировала.
Кураца Каширгова - знаменитая гармонистка, исполнительница народных черкесских мелодий и автор многих композиций.
Проживала в городе Нальчике, в доме номер 20 на проспекте Ленина, на котором установлена её мемориальная доска.
Умерла в 1974 году.

## Семья
Сын - знаменитый композитор Билял Ханашхович Каширгов.

## Награды и премии
- Грамота организационного комитета по проведению первой Кабардино-Балкарской областной национальной олимпиады искусства горских народностей за игру на гармонике (1931).[1]
- Заслуженная артистка Кабардино-Балкарской АССР (1939).
- Народная артистка Кабардинской АССР (1953).
- Народная артистка РСФСР (1957).
- Почётная грамота Президиума Верховного Совета КБАССР в связи с 20-летием Кабардинского государственного ансамбля песни и танца.